# Орлове (Дніпровський район)
Орло́ве — село в Україні, у Святовасилівській сільській територіальній громаді Дніпровського району Дніпропетровської області. Населення — 195 мешканців.

## Географія
Село Орлове знаходиться за 2 км від правого берега річки Грушівка, на відстані 2 км від села Костянтинівка та селища Святовасилівка. У селі бере початок Балка Крута з загатою. Поруч проходять автомобільна дорога Т 0420 і залізниця, станція Рясна за 3 км.
Відстань до колишнього райцентру становить 32.6 км і проходить автошляхами Т 0420 та Р80.

## Сьогодення
Домогосподарств — 124. У село проведений природний газ. Є фельдшерсько-акушерський пункт

## Пам'ятки
Пам'ятник загиблим в роки Другої світової війни при визволенні села.

## Населення

### Мова
Розподіл населення за рідною мовою за даними перепису 2001 року:
| Мова       | Кількість | Відсоток |
| ---------- | --------- | -------- |
| українська | 206       | 98.56%   |
| російська  | 3         | 1.44%    |
| Усього     | 209       | 100%     |

## Постаті
- Карайбіда Анатолій Васильович (1960—2015) — солдат Збройних сил України, учасник російсько-української війни.